# Millennium Falcon
Il Millennium Falcon è un'astronave dell'universo di Guerre stellari, presente nei film della Trilogia Originale, in Episodio III, in Solo: A Star Wars Story e nella Trilogia Sequel.
Viene pilotata dall'esperto Ian Solo e dal suo co-pilota, il wookiee Chewbecca. L'astronave contribuisce alla distruzione della Morte Nera, arma imperiale capace di distruggere interi pianeti e ne Il ritorno dello Jedi, pilotata da Lando Calrissian e con Nien Numb al posto di co-pilota, entra all'interno della seconda Morte Nera e ne distrugge il generatore d'energia.

## Storia
La nave venne costruita nel 60 BBY su Corellia. Il Millennium Falcon era presente durante la costruzione di un edificio della Repubblica presso Coruscant poco dopo la battaglia di Coruscant, durante le guerre dei cloni. Non si sa molto altro del suo passato.

### Periodo del contrabbando
Lando Calrissian divenne il capitano del Falcon insieme al suo copilota droide femmina L3-37 diversi anni dopo la fine delle Guerre dei Cloni e cominciò a modificare la nave per proteggersi meglio durante i suoi traffici aggiungendo un lussuoso piano bar per le sue feste private, guscio di salvataggio nella mandibola e getti di raffreddamento.
Durante una partita di Sabacc presso Vandor-1, Calrissian conosce Solo, il quale perde la partita a causa di un inganno ad opera di Lando. Lando lo aiuterà a effettuare un colpo su Kessel per derubare il Coassio contenuto nelle miniere. Rimasto ferito sarà proprio Solo a pilotare la nave al posto suo insieme a Chewbecca, danneggiandola pesantemente e compiendo la famosa Rotta di Kessel in meno di 12 parsec. Infine, su Numidian Prime, Solo vincerà al gioco di Sabacc la nave, scoprendo l'imbroglio di Lando.
Dopo averlo vinto, Solo vi apportò altre modifiche e miglioramenti che includevano armatura, armi, motori, sensori e blocchi contro i sensori. Il Falcon venne utilizzato per spacciare merce, specialmente della Spezia per Jabba the Hutt. Pochi mesi prima della battaglia di Yavin, Solo fu costretto a sbarazzarsi di un carico di Spezia quando venne fermato dagli Imperiali.

### Un viaggio del destino
Pochi mesi dopo il destino della nave cambiò. Venne affittata ad Obi-Wan Kenobi e Luke Skywalker per consegnare R2-D2 e i piani della Morte Nera su Alderaan.
Dopo una fuga da Mos Eisley, su Tatooine, il Falcon emerse dall'iperspazio presso un campo di asteroidi che erano ciò che restava di Alderaan, distrutto dal raggio mortale della Morte Nera poco tempo prima. Il Falcon venne catturato dal raggio traente della stazione spaziale nemica. L'equipaggio si nascose in un compartimento utilizzato per il contrabbando, schermato in maniera da non venir rilevato dagli scanner, facendo credere che non ci fosse nessuno a bordo.
In poche ore il Millennium Falcon riuscì a sfuggire alla Flotta Imperiale, questa volta con la Principessa Leila Organa a bordo. Finalmente la nave arrivò alla base segreta dell'Alleanza Ribelle su Yavin IV. Una volta arrivati a destinazione, il capitano Solo prese i crediti pattuiti e andò via, ma poco dopo cambiò idea e accorse in aiuto del giovane Luke Skywalker. Durante la battaglia nello spazio vicino alla Morte Nera, quando Lord Fener si stava preparando a colpire l'X-wing di Luke, il Falcon riuscì a trarre in salvo lo Jedi.
Durante il ritorno a Tatooine per pagare Jabba, il Falcon venne abbordato da una squadra di pirati capitanati da Crimson Jack. Avendo perduto i soldi, Solo decise di unirsi all'Alleanza Ribelle. La Millennium Falcon divenne una delle navi ammiraglie della Flotta Ribelle.

### Avventure con i Ribelli e la Nuova Repubblica
Il Falcon era in riparazione nell'hangar della Base Echo quando l'Impero fece partire l'assalto alla base di Hoth. L'Alleanza si affrettò a scappare, e Solo e Chewbecca a preparare la nave per la fuga. Leila si trovò costretta a salire sul Falcon con Solo, Chewbecca e C-3PO.
Quando viaggia a velocità inferiori a quelle della luce, La Millennium Falcon non è particolarmente veloce; in diversi scontri con dei Distruttori Stellari, queste navi erano in grado di starle dietro. La vera forza del Falcon risiedeva nell'equipaggio e nella sua velocità oltre quella della luce. Essendo in ogni caso molto più maneggevole delle navi Imperiali, Solo riuscì a evitare tre dei vascelli e a farli collidere. Il Falcon quindi provò a fare il salto nell'iperspazio, fallendo però a causa di un guasto. Per evitare la cattura, Solo pilotò la nave verso un campo di asteroidi presso Hoth.
Dopo poco, il Falcon si recò verso Città delle nuvole, su Bespin, dove Calrissian aveva la posizione di Barone Amministratore. Sfortunatamente l'Impero era già arrivato forzando Lando a tradire i suoi amici e a farli prendere come ostaggi da Lord Fener. Solo venne intrappolato dentro una lastra di grafite che venne data in custodia al cacciatore di taglie Boba Fett. I rimanenti membri dell'equipaggio riuscirono a scappare insieme a Calrissian sul Falcon. Dopo aver salvato Luke reduce da uno scontro con Lord Fener, la nave lasciò il pianeta per tentare di saltare nell'iperspazio. La nave era però stata sabotata dagli uomini di Fener, e solo l'intervento di riparazione dell'iperguida da parte di R2-D2 rese il tentativo efficace.
Durante i successivi mesi il Falcon servì come casa per Leila e Lando mentre tentavano di rintracciare Fett per salvare Ian. Nonostante fosse pesantemente ricercata, riuscì a raggiungere il Centro Imperiale. Dopo aver finalmente salvato Ian Solo da Jabba the Hutt, il Falcon si incontrò con la flotta Ribelle, che si stava preparando ad assaltare la seconda Morte Nera.
Durante la battaglia di Endor, Lando pilotò il Falcon sotto la pressione amichevole di Ian. Dopo che lo scudo protettivo della stazione spaziale venne distrutto, la nave accompagnò diversi incrociatori degli Alleati e venne inseguito da diversi caccia TIE, entrò nella stazione ancora in fase di costruzione e si diresse verso il nucleo del reattore. Il Falcon, insieme ad un X-wing pilotato da Wedge Antilles furono le uniche navi ad entrare nella stazione. Una volta raggiunto il nucleo, Calrissian vi lanciò un missile causandone un'immensa esplosione che distrusse più di metà della Morte Nera.
Successivamente, nel giro di trent'anni, il Falcon è stato rubato al suo legittimo proprietario ben tre volte: l'ultima volta si trovava su Jakku, tra le mani del rozzo mercante Unkar Plutt. Dopo un'incursione dei soldati del Primo Ordine, ex Impero, il Falcon è stato nuovamente rubato da una mercante di rottami, Rey, in compagnia di Finn, ex assaltatore del Primo Ordine e il droide BB-8, dopodiché i fuggitivi lo restituiscono a Ian Solo e Chewbecca. Dopo la morte di Solo sarà Rey insieme a Chewbecca a pilotare il Falcon alla ricerca dell'ultimo Jedi, Luke Skywalker.
L'astronave partecipa alla battaglia di Crait pilotata da Rey e Chewbecca riuscendo a portare in salvo i soldati della Resistenza prima che vengano annientati da Kylo Ren diventato Leader Supremo del Primo Ordine.
Il Falcon viene pilotato ancora una volta da Lando insieme a Chewbecca e Wedge Antilles e risulta fondamentale per guidare la flotta dei mondi liberi contro le forze dell'Ordine Finale di Palpatine nella battaglia di Exegol.

## Caratteristiche tecniche

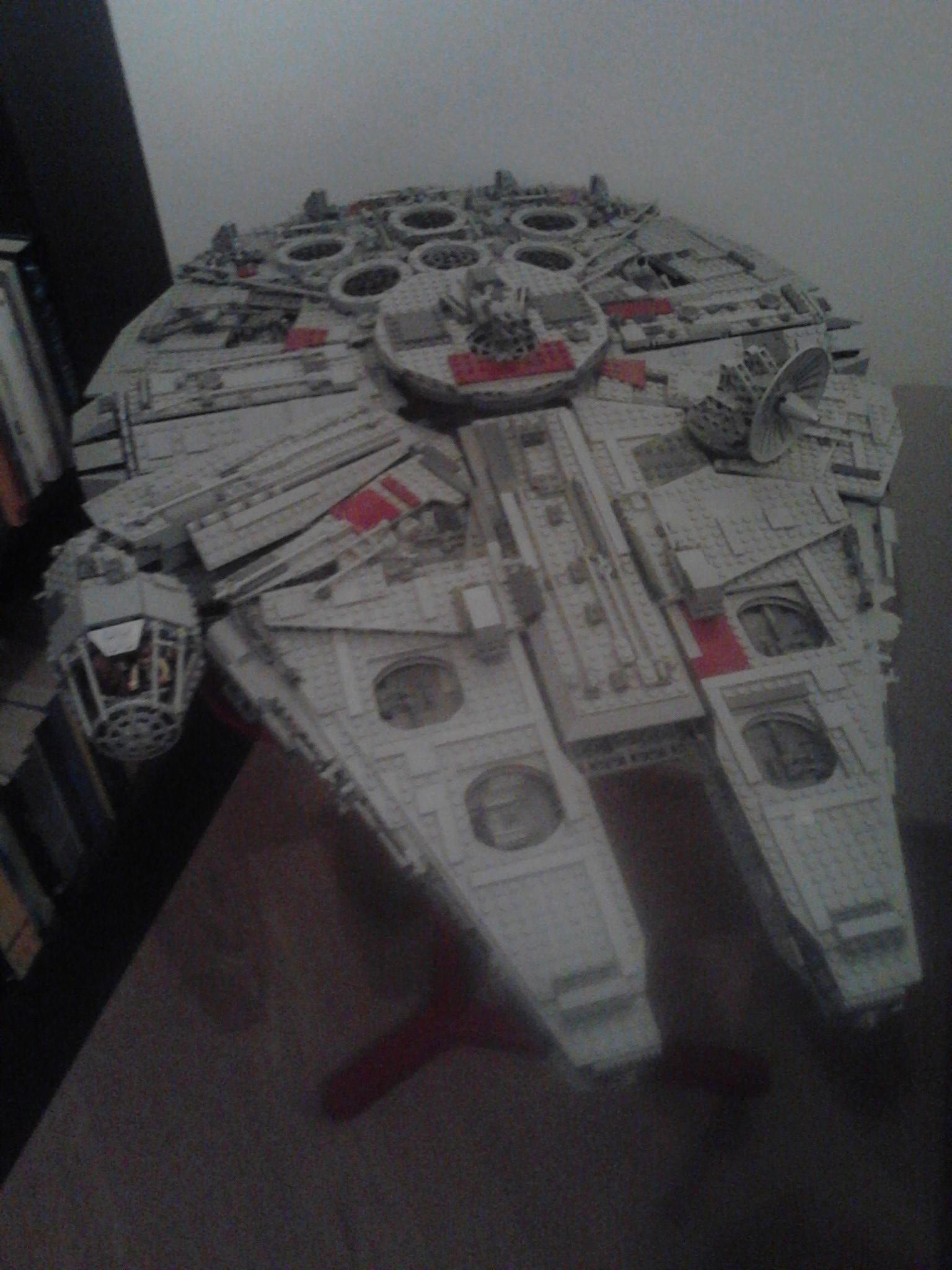
Modellino della linea LEGO Star Wars

Oltre che essere dotato di un iperguida in grado di spingere la nave a una velocità superiore a quella della luce (circa 10 milioni di volte), il Falcon è dotato di cannoni laser nascosti e cannoni laser quadrupli Corelliani, che prendono energia direttamente dal nucleo del motore. Solo migliorò molto l'efficacia dei cannoni laser, che divennero in grado di distruggere un caccia TIE con un singolo colpo.

## Realizzazione
Inizialmente il regista George Lucas aveva immaginato la nave come una nave di pirati, dal corpo allungato con dei grandi motori posteriori e una cabina di pilotaggi di forma sferica. I primi bozzetti realizzati dagli artisti mostrano una nave eccessivamente simile alla Discovery One di 2001: Odissea nello spazio, quindi il regista richiede un cambio di direzione. L'artista Joe Johnston realizzò alcuni bozzetti, da uno di questi venne realizzato un primo prototipo di modello da parte di Colin Cantwell. Questo modello venne ulteriormente modificato e portò al modello definitivo di Stinson Lentz che venne approvato per le riprese. Questo modello era un'astronave lineare, con una cabina affusolata e dei grandi e visibili motori posteriori. Poco prima dell'inizio delle riprese venne presentato il telefilm Spazio 1999 e le navi Aquila mostravano una notevole somiglianza al modello del Millennium Falcon. Questo spinse il regista a cambiare nuovamente progetto, venne richiesto agli artisti di allontanarsi dai disegni correnti, di realizzare una nuova nave che fosse di forma circolare, ma senza sembrare un classico disco volante. Questa nuova idea portò alla realizzazione di alcuni bozzetti che vennero apprezzati da Lucas e portarono al modello finale utilizzato per la realizzazione dei film.
Per il modello a grandezza naturale, utilizzato per girare le scene dove la nave era ferma, i pezzi furono presi da 8 aerei cargo dismessi della Royal Air Force con l'intento di dare al modello un aspetto vecchio e di seconda a mano, le torrette furono ispirate a quelle dei Lancaster, aerei della seconda guerra mondiale dove i cannoni potevano essere girati. I sedili erano stati presi in prestito da un caccia. Vista la delicatezza del set Christian, lo scenografo, informò Harrison di agire con cautela.
(Roger Christian )
Dati i notevoli costi sostenuti per la realizzazioni dei vari modellini, il primo modellino della nave venne dotato di una nuova livrea e utilizzato all'inizio del primo film Guerre stellari come nave ribelle che viene catturata dall'Impero.

## Apparizioni
- Star Wars - Episodio III - La vendetta dei Sith
- Solo: A Star Wars Story
- Star Wars: Episodio IV - Una nuova speranza (prima apparizione)
- Star Wars: Episodio V - L'Impero colpisce ancora
- Star Wars: Episodio VI - Il ritorno dello Jedi
- Star Wars: Episodio VII - Il risveglio della forza
- Star Wars: Episodio VIII - Gli ultimi Jedi
- Star Wars: Episodio IX - L'ascesa di Skywalker

## Citazioni in altre opere
- Il Millennium Falcon è stato preso come modello base per creare la nave Ebon Hawk dei videogiochi Star Wars: Knights of the Old Republic e Star Wars: Knights of the Old Republic II: The Sith Lords.
- Uno dei modelli di Millennium Falcon usati per le riprese di Guerre stellari compare mimetizzato tra i grattacieli in alcune scene a volo d'uccello nel film cult di fantascienza del 1982 Blade Runner.[6][7]
- In una brevissima inquadratura vicino ad un motore di una delle navi che combatte contro un Cubo Borg nel film Star Trek: Primo contatto si può vedere di sfuggita una navetta uguale al Millennium Falcon.[8][9]
- Un altro Millennium Falcon appare nel film parodia di Star Wars Balle spaziali, nel parcheggio del bar spaziale in cui entrano i protagonisti verso la fine del film.[10]
- Il concept artist Phil Saunders ha rivelato che nelle bozze della sceneggiatura di Star Wars - L'ascesa di Skywalker era previsto un incontro tra Rey e la creatrice originale del Millennium Falcon che sarebbe stata interpretata da Judi Dench.[11]